# Anotogaster sakaii
Anotogaster sakaii är en trollsländeart som beskrevs av Zhou 1988. Anotogaster sakaii ingår i släktet Anotogaster och familjen kungstrollsländor. IUCN kategoriserar arten globalt som otillräckligt studerad. Inga underarter finns listade i Catalogue of Life.